# Saint-Barthélemy (Manche)
Saint-Barthélemy – miejscowość i gmina we Francji, w regionie Normandia, w departamencie Manche.
Według danych na rok 1990 gminę zamieszkiwało 388 osób, a gęstość zaludnienia wynosiła 57 osób/km² (wśród 1815 gmin Dolnej Normandii Saint-Barthélemy plasuje się na 519. miejscu pod względem liczby ludności, natomiast pod względem powierzchni na miejscu 732.).